# Callyna
Callyna é um gênero de traça pertencente à família Arctiidae.